# Amphipyra uniformis
Amphipyra uniformis là một loài bướm đêm trong họ Noctuidae.